# 아이디어패드

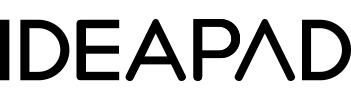
로고

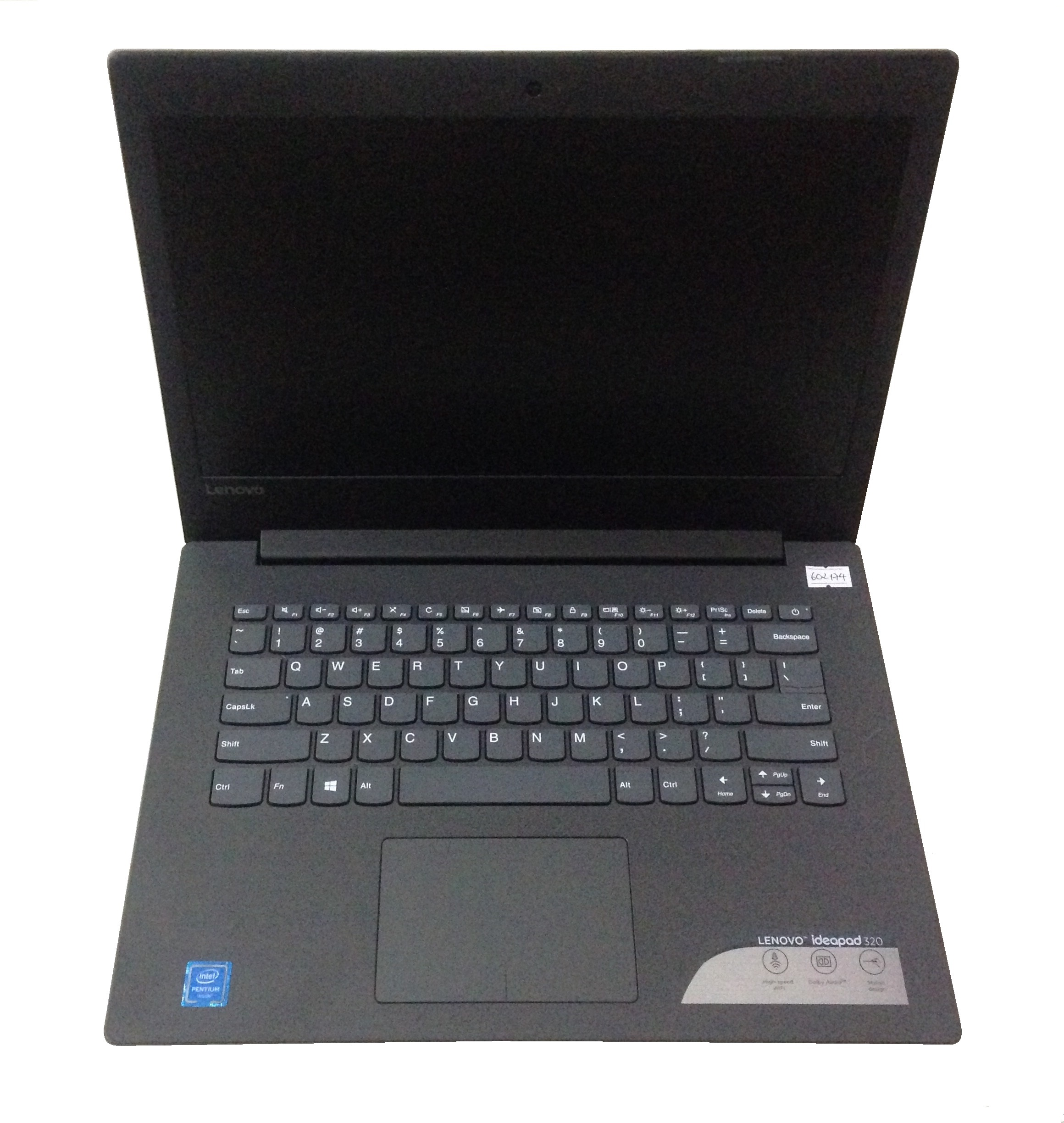
아이디어패드

아이디어패드(IdeaPad, IDEAPΛD, 구 ideapad)는 레노버가 설계, 개발 및 판매하는 소비자 지향 노트북 컴퓨터 제품군이다. 아이디어패드는 주로 에이서의 에이서 어스파이어, 델의 델 인스피론 및 델 XPS, HP의 HP 파빌리온, HP 엔비, HP 스트림 및 HP 스펙터, 삼성전자의 삼성 센스 및 도시바의 다이나북 새틀라이트와 같은 컴퓨터와 경쟁한다.

## 역사
아이디어패드 노트북은 2008년 1월에 발표되었다. 제품 라인의 처음 세 가지 모델은 Y710, Y510 및 U110이었다. 처음 세 가지 모델을 정의한 기능 중 일부는 와이드스크린, 베리페이스(VeriFace) 얼굴 인식, 프레임 없는 화면, 터치 컨트롤 및 돌비 스피커 시스템이었다.
아이디어패드 디자인은 비즈니스 중심의 씽크패드 노트북에서 좀 더 소비자 중심의 디자인과 느낌을 지향하는 방향으로 벗어났다. 이러한 변화 중에는 광택이 나는 화면과 기존 씽크패드 트랙포인트의 부재가 있었다.

## 같이 보기
- 씽크패드